# Yksel Osmanovski
Yksel Osmanovski, né le 24 février 1977 à Malmö (Suède), est un footballeur suédois, qui évoluait au poste d'attaquant à Malmö FF et en équipe de Suède.
Osmanovski a marqué deux buts lors de ses quinze sélections avec l'équipe de Suède entre 1998 et 2006.

## Carrière
- 1985-1998 : Malmö FF
- 1998-2001 : AS Bari
- 2001-2002 : Torino Calcio
- 2001-2002 : Girondins de Bordeaux
- 2002-2003 : Torino Calcio
- 2004-2007 : Malmö FF

## Palmarès

### En équipe nationale
- 15 sélections et 2 buts avec l'équipe de Suède entre 1998 et 2006

### Avec Malmö FF
- Vainqueur du Championnat de Suède de football en 1986, 1988 et 2004
- Vainqueur de la Coupe de Suède de football en 1986 et 1989